# Huonia melvillensis
Huonia melvillensis – gatunek ważki z rodziny ważkowatych (Libellulidae).